# Carol Moseley Braun
Carol Moseley Braun, afroameriška odvetnica, tožilka in političarka, * 16. avgust 1947, Chicago, Illinois.
Braunova je bila prva afroameriška ženska, ki je bila izvoljena v senat ZDA; med letoma 1993 in 1999 je bila senatorka ZDA iz Illinoisa. V letih 1999−2001 je bila veleposlanica ZDA na Novi Zelandiji.